# Metapone
Metapone é um gênero de insetos, pertencente a família Formicidae.

## Espécies
- Metapone bakeri
- Metapone emersoni
- Metapone gracilis
- Metapone greeni
- Metapone hewitti
- Metapone jacobsoni
- Metapone johni
- Metapone krombeini
- Metapone leae
- Metapone Metapone
- Metapone madagascarica
- Metapone mjobergi
- Metapone nicobarensis
- Metapone sauteri
- Metapone tillyardi
- Metapone tricolor
- Metapone truki
- Metapone undet